# فرانکنیلسون میرلس
فرانکنیلسون میرلس (به پرتغالی: Francinilson Santos Miereilles) هافبک اهل برزیل است که در شهر São Luís, Maranhão و در تاریخ ۳ مهٔ ۱۹۹۰ به دنیا آمده‌است.
فرانکنیلسون میرلس در تیم‌های فوتبال Itaúna سابقهٔ حضور دارد.